# Міснери
Місне́ри (рос. Миснеры, чув. Миснер) — присілок у складі Чебоксарського району Чувашії, Росія. Входить до складу Шинерпосинського сільського поселення.
Населення — 16 осіб (2010; 24 у 2002).
Національний склад:
- чуваші — 100 %